# Gustav-Jakob-Höhle
Die Gustav-Jakob-Höhle, auch als Hofen-Höhle bekannt, ist mit 427 m Länge die längste Durchgangshöhle der Schwäbischen Alb.
Die Höhle befindet sich im oberen Lenninger Tal zwischen Grabenstetten im Westen und Lenningen-Schlattstall im Osten. Sie verläuft von Norden nach Süden unter der Ruine Hofen und folgt im Wechsel den Schichtfugen und Klüften im anstehenden Kalkgestein des Weißen Jura. Sie wurde 1936 von Gustav Fetzer und Jakob Kazmeier offiziell entdeckt und nach ihren Entdeckern benannt. Sie ist zwar an einigen Stellen recht eng, dennoch aber leicht zu befahren, da sie sich vorwiegend nur in der Horizontalen ausbreitet.  Als Formenschatz der Höhle werden ein großer Stalagmit, Sinterbecken und makkaroniförmige Stalaktiten angegeben. 
Ungefähr in Höhlenmitte befindet sich ein Abzweig zum zehn Meter tiefen Kollektivschacht. In diesem engen Schacht bzw. in der nach unten folgenden Halle besteht die Gefahr einer CO2-Vergiftung, da dies der tiefste Punkt der Höhle ist und sich hier CO2 sammeln kann.
Die Höhle ist ein Überwinterungsbiotop für Fledermäuse und daher jeweils vom 1. Oktober bis 31. März geschlossen. Sie ist außerdem als Geotop geschützt und gehört zum UNESCO Geopark Schwäbische Alb.
In der Nähe der Gustav-Jakob-Höhle befinden sich noch weitere Höhlen:
- die Kleine Hofener Höhle
- der Talhofabri
- das Talhoffelstor
- der Ruine-Hofen-Schacht